# テオドール・ベルガー
テオドール・ベルガー（Theodor Berger, 1905年5月18日 - 1992年8月21日）は、オーストリアの作曲家。

## 生涯
ニーダーエスターライヒ州トライスマウアー出身。1926年から1932年までウィーン音楽院でフランツ・シュミットに師事した。1932年にベルリンに行き、ヴィルヘルム・フルトヴェングラーに作品を認められた。1939年にウィーンに戻ってフリーランスの作曲家として活動したが、ドイツとアメリカ合衆国を往復し、ロージャ・ミクローシュ、ヨーゼフ・マルクス、サミュエル・バーバー、ヴェルナー・エックらと交友関係を持った。1949年にウィーン市音楽賞を、1959年にはオーストリア国家賞を受賞した。
作品は協和音と不協和音・多調を駆使したもので、イーゴリ・ストラヴィンスキーやバルトーク・ベーラの影響も指摘される。
なお、ウィーン・フィルハーモニー管弦楽団の首席ティンパニ奏者にも同名の奏者がいるが、別人である。

## 作品
- ロンディーノ・ジョコーソ（1933年）
- ホメロス交響曲（1948年）
- ロンド・オスティナート（1955年）
- 交響曲「四季」（1957年）
- ヴァイオリン協奏曲（1964年）